# Bletia reflexa
Bletia reflexa là một loài lan.